# Aspidosperma riedelii
Aspidosperma riedelii är en oleanderväxtart. Aspidosperma riedelii ingår i släktet Aspidosperma och familjen oleanderväxter.

## Underarter
Arten delas in i följande underarter:
- A. r. oliganthum
- A. r. riedelii